# Wolodymyr Akulow
Wolodymyr Petrowytsch Akulow, (ukrainisch Володимир Петрович Акулов, russisch Владимир Петрович Акулов, englische Transkription Vladimir Akulov; * 10. Oktober 1944 in Uschhorod) ist ein ukrainischer theoretischer Physiker, der sich mit Elementarteilchenphysik befasst und einer der Pioniere der Supersymmetrie ist.
Akulow studierte an der Staatlichen Universität Charkiw mit dem Abschluss 1968 und war danach Assistent von Dmitri Wassiljewitsch Wolkow am Institut für Physik und Technologie in Charkiw. 1973 wurde er am Institut für Theoretische Physik in Kiew bei Wolkow promoviert und 1987 habilitierte er sich (russischer Doktortitel) an der Staatlichen Universität Charkiw.
1997 ging er in die USA und war an der City University of New York und ab 2005 am New York City College of Technology beschäftigt.
1972 führte er mit Wolkow Supersymmetrie in der vierdimensionalen Raumzeit ein. (Unabhängig taten dies auch ein Jahr zuvor Juri Abramowitsch Golfand und Jewgeni Pinchassowitsch Lichtman.)
Später befasste er sich mit Supergravitation und in jüngster Zeit mit Brane-Dynamik, nichtkommutativer Differentialgeometrie und erweiterter supersymmetrischer Quantenmechanik.
2009 erhielt er den Ukrainischen Nationalpreis in Wissenschaft und Technologie.